# Mittenothamnium subdiminutivum
Mittenothamnium subdiminutivum är en bladmossart som beskrevs av Jules Cardot 1913. Mittenothamnium subdiminutivum ingår i släktet Mittenothamnium och familjen Hypnaceae. Inga underarter finns listade i Catalogue of Life.